# Єменський ріал
Єменський ріал (араб. ريال يمني, фр. Riyal du Yémen) — національна валюта Ємену.
1 єменський ріал = 100 філсів. У грошовому обігу держави знаходяться купюри номіналом 50, 100, 200, 250, 500 і 1000 ріалів. А також монети номіналом в :5, 10, 20 ріалів.
Умовне позначення валюти: YER.
У країні існують два обмінні курси ріалу — офіційний та паралельний. Офіційний використовується при зовнішньоторговельних операціях. Паралельний курс застосовується при обміні готівкових купюр туристів та інших гостей країни.
14 листопада 2009 Центральним Банком Ємену була випущена банкнота номіналом 250 ріалів. Виконана в жовто-блакитно-коричневих тонах, на лицьовій стороні купюра містить зображення Мечеті Аль-Салех, на зворотному боці — місто-порт Ель-Мукалла. Розмір банкноти: 155×75 мм.

## Історія
Після об'єднання Єменської Арабської Республіки та Народно-Демократичної Республіки Ємен у 1990 р. в обігу на всій території країни залишилися як ріал Північного Ємену, так і динар Південного Ємену, прирівняні у співвідношенні 26 динарів за 1 ріал. У 1993 р. були випущені перші нові монети. У 1996 динар був виведений з обігу, і ріал став єдиною валютою країни, причому старі грошові знаки були поступово замінені на нові.

## Банкноти
| Банкноти Ємену | Банкноти Ємену | Банкноти Ємену | Банкноти Ємену | Банкноти Ємену        | Банкноти Ємену                  | Банкноти Ємену           | Банкноти Ємену                     |              |
| Зображення     | Зображення     | Номінал        | Розмір         | Основний колір        | Опис                            | Опис                     | Роки випуску                       | Роки випуску |
| Аверс          | Реверс         | Номінал        | Розмір         | Основний колір        | Аверс                           | Реверс                   |                                    |              |
| -------------- | -------------- | -------------- | -------------- | --------------------- | ------------------------------- | ------------------------ | ---------------------------------- | ------------ |
|                |                | 50 ріалів      | 158×75         | оливковий             | Бронзова скульптура Маадкариба  | Шибам Хадрамаут          | 1994                               |              |
|                |                | 100 ріалів     | 158×75         | фіолетовий            | Давні водопропускні труби, Аден | Сана                     | 1993                               |              |
|                |                | 100 ріалів     |                | Червоний, фіолетовий  | Драконова кров, Сокотра         | Сільскогосподарчі тераси | 2018                               |              |
|                |                | 200 ріалів     |                | зелений               | Алебастрова скульптура          | Ель-Мукалла              | 1996                               |              |
|                |                | 200 ріалів     | 158×75         | Жовтий                | Фортеця Забід                   | Пейзаж                   | 2018                               |              |
|                |                | 250 ріалів     | 158×75         | Коричневий, блакитний | Мечеть Аль-Салех                | Ель-Мукалла              | 2009                               |              |
|                |                | 500 ріалів     | 155×80         | Блакитний, фіолетовий | палац Дар аль-Хаджар            | Мечеть Аль-Махдар        | 2001, 2007, 2018                   |              |
|                |                | 1000 ріалів    | 156×83         | Зелений, сірий        | палац Сайвун                    | ворота Баб аль-Йаман     | 1998, 2004, 2006, 2009, 2012, 2018 |              |

## Цікаві факти
- У маленьких містах, віддалених від центру, іноземні гроші обміняти практично неможливо
- В країні допускається вільне ввезення і вивіз національної та іноземної валюти. При вивезенні понад 10 тис. доларів США необхідний банківський документ, у якому є вказівка на джерело походження валюти
- При відвідуванні Ємену слід пам'ятати, що купюри повинні мати акуратний вигляд — не допускається використання рваних, брудних, клеєних грошей або купюр, випущених раніше 1992 року